# 미하우 차우빈스키
미하우 차우빈스키(Michał Chałbiński)는 폴란드의 축구 선수로, 공격수이다. 2011년 부패 혐의로 기소되었다.()